# Figols de Orgañá
Fígols (antiguamente Figols de Orgañá) es una localidad española del municipio de Fígols y Aliñá, perteneciente a la provincia de Lérida, en la comunidad autónoma de Cataluña.

## Historia
A mediados del siglo XIX, el lugar, por entonces con ayuntamiento propio, tenía contabilizada una población de 33 habitantes. Aparece descrito en el octavo volumen del Diccionario geográfico-estadístico-histórico de España y sus posesiones de Ultramar de Pascual Madoz de la siguiente manera: 

FIGOLS DE ORGAÑA: l. con ayunt. en la prov. de Lérida (17 leg.), part. jud. y dióc. de Urgel (3), aud. terr. y c. g. de Cataluña (Barcelona 23): sit. en un pequeño llano que se forma en medio de una cuesta con esposicion al O. y frente á la v. de Orgaña, y á dist. de 1/4 de leg. del r. Segre; le combaten principalmente los vientos N. y O., y el clima aunque bastante frio, es saludable. Tiene 25 casas distribuidas en una calle y pequeña plaza, con una fuente abundante para surtido de sus hab. de muy buena calidad; la igl. parr. (San Victor) está servida por un cura de primer ascenso de nombramiento de S. M. y del ordinario segun los meses; pero siempre en concurso general. Triste deber es el del historiador reseñando hechos como el que vamos á referir, sobre todo si para ser justo ha de sujetarse á la verdad desnuda, sacrificando todas sus pasiones á ella, con imparcialidad. El hecho que sin ningun comentario nos vemos precisados á relatar, pertenece á la última guerra civil, y como á tal á la historia contemporánea, y toda vez que el suceso corresponde á la igl. que hemos citado, este nos parece el lugar mas apropósito para consignarlo. En el año 1833 se hallaba en este pueblo destacada una partida de tiradores de Cataluña y nacionales de Tuixen y Orgaña, en número de unos 30 entre unos y otros; y habiéndose presentado unos cuantos carlistas á sus inmediaciones , salió aquella á atacarlos; mas no bien habían salido del pueblo, cuando conocieron que eran víctimas de un pérfido engaño, pues se vieron rodeados de numerosas fuerzas que estaban ocultas: en esta situacion resolvió aquel a pequeña fuerza retroceder y hacerse fuerte en la igl.: refugiados en ella, y no pudiendo penetrar á viva fuerza, pegaron fuego á sus puertas y con horror aquellos desgraciados fueron todos quemados. El cementerio junto á la mencionada igl. uno y otra fuera del pueblo, es capaz y ventilado. Se estiende el térm. 1 leg. y 1/2 de N. á S. y 3 de E. á O., confinando N. Priorato de Tres Pons; E. con el de Bansa; S. con el de Perles y Canellas, y O. con el r. Segre. Nacen en esta jurisd. varias fuentes naturales de buenas aguas y sobre todo la mencionada que cruza por el pueblo y riega algunas tierras Iterando una muela de agua: hay en este térm. 4 casas ó masias, y sobre el r. Segre un puente de piedra llamado Pon de Espia desde el cual fué arrojado el famoso conde de España, á quien la providencia había reservado un castigo ejemplar en justo pago de las fechorias y maldades que durante su mando en Cataluña habia cometido: pero lo mas singular de esto, es haberlo hecho los mismos partidarios que él mandaba durante la última guerra, de órden de la junta de Berga y en particular de uno de sus individuos á quien habia dispensado mas proteccion y favores, cansada ya de un azote tan cruel para la humanidad. El terreno es áspero y en general de mediana calidad, hallándose en la parte de E. una montaña poblada de pinos y algunos matorrales. caminos: dirigen uno á Orgaña y otro á Bansa, malos. correos: reciben la correspondencia de Orgaña por espreso. prod.: trigo, legumbres, vino y aceite; se cria ganado lanar y cabrio hay caza de perdices, liebres y conejos. pobl.: 6 vec., 33 alm. cap. imp.: 19,057 rs. contr. el 14'28 por 100 de esta riqueza.
(Madoz, 1845, pp. 82-83)

Hasta la reforma de la nomenclatura municipal de 1916 el municipio se llamaba simplemente Figols. En dicha fecha su nombre fue modificado por el de Figols de Orgañá.
El municipio de Figols de Orgañá desapareció en 1972, al fusionarse con el de Aliñá para dar lugar al nuevo término municipal de Figols y Aliñá.

## Demografía
| Gráfica de evolución demográfica de Figols de Orgañá entre 1842 y 1970 |
| |
| Población de derecho según los censos de población del INE Población de hecho según los censos de población del INEEn estos censos se denominaba Figols: 1842, 1857, 1860, 1877, 1887, 1897, 1900 y 1910 Entre el censo de 1857 y el anterior, crece el término del municipio porque incorpora a 255086 (Canelles) Entre el censo de 1981 y el anterior, este municipio desaparece porque se agrupa en el municipio 25908 (Figols y Aliñá) |

En 2022, la entidad singular de población tenía empadronados 152 habitantes y el núcleo de población 103 habitantes.

## Patrimonio

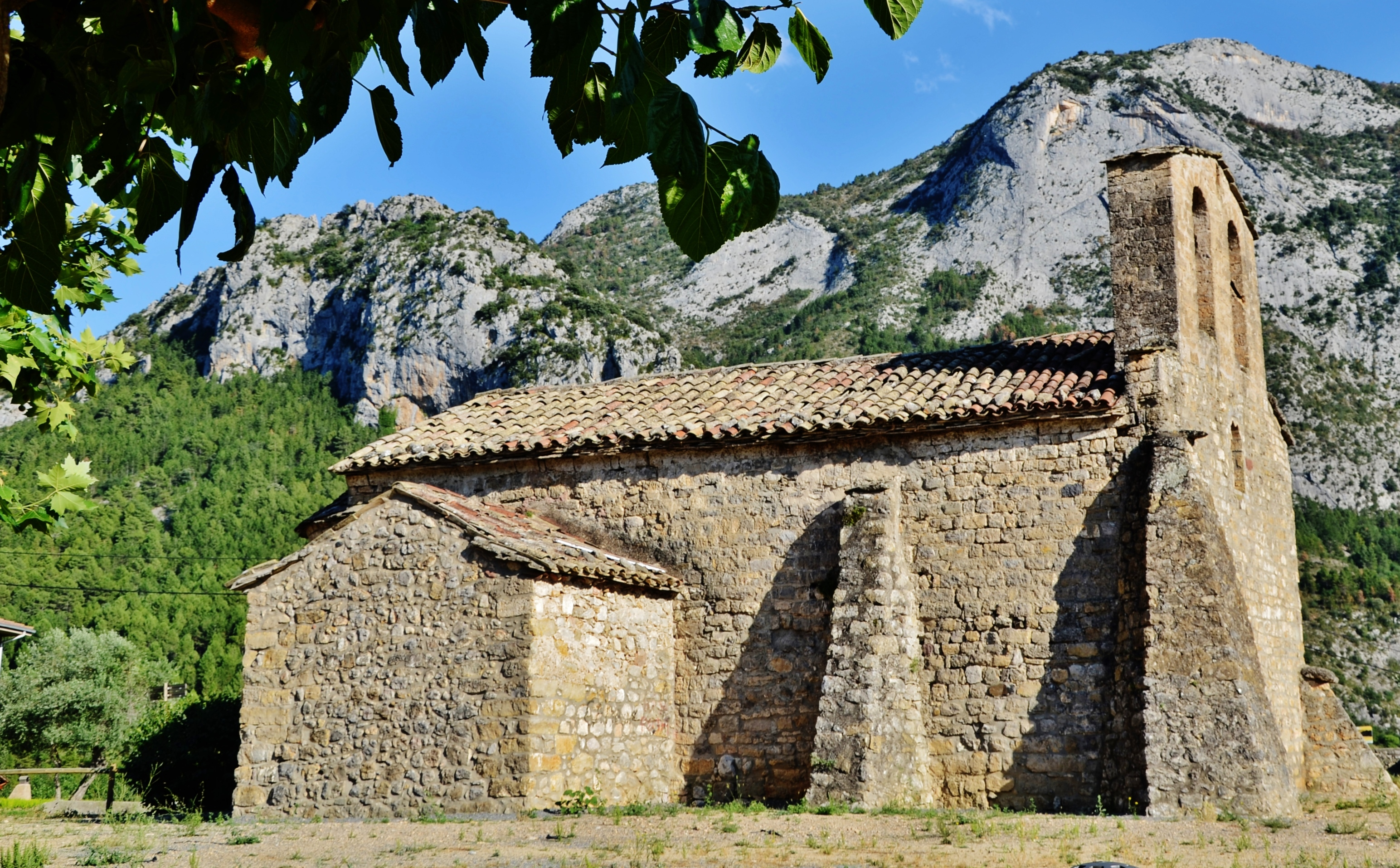
Iglesia de San Víctor

En el lugar hay una iglesia bajo la advocación de San Víctor.